# Ellsworth, Wisconsin
Ellsworth är administrativ huvudort i Pierce County i Wisconsin i USA. Vid 2020 års folkräkning hade Ellsworth 3 348 invånare.